# Angel
Angel je splošna oznaka nadnaravnih duhovnih bitij v bližini božanstev. Pogosto so njihovi služabniki in sli. Njihovo bivališče so večinoma nebesa. V nasprotju z zlimi duhovi zastopajo nebesni svet in dobro. Tisti, ki spremljajo in varujejo človeka so angeli varuhi.
Angele največkrat upodabljajo s krili.
Izraz 'angel' izvira iz grščine: ἄγγελος, ángelos, 'odposlanec, kurir, sel'. Angeli imajo vlogo Božjih slov zlasti v abrahamskih religijah (judovstvo, krščanstvo in islam). Angel je v hebrejščini מלאך, malah, v arabščini pa الملك, al-malak, al-melek, 'odposlanec'.

## Namen
V Svetem pismu so angeli posredniki Božje moči, obstajajo zato, da izvršujejo Božjo voljo. Angeli se prikažejo tako posameznikom, kot tudi celotnim narodom, da najavijo dogodke, dobre ali slabe, ki se tičejo ljudi. Angeli so Abrahamu napovedali rojstvo Izaka, Manóahu rojstvo Samsona in Abrahamu uničenje Sodome. Omenjeni so tudi angeli varuhi. V Sodnikih je Gospodov angel naslovil vse ljudi in jim obljubil, da jih bo pripeljal v obljubljeno deželo. Angel je bil tisti, ki je Eliji prinesel meso in pijačo in tako kot je Bog pazil na Jakoba, tako vsako pobožno osebo varuje angel, ki skrbi zanjo ne glede na vse. So pa tudi vojaški angeli, eden izmed njih je na primer v eni noči pokončal celo asirsko vojsko, ki je štela 185 000 mož; božji sli bodo prišli na ladjah in prestrašili brezbrižne Etiopijce (Ezk 30,9); angeli bodo ruvali sovražnike kakor pleve (Ps 35,5-6).
Omenjeni so tudi angeli maščevanja, na primer v drugi Samuelovi knjigi 2 Sam 24,15. Glede na ta svetopisemski odstavek izgleda, da je bila epidemija poosebljena in zlobni angeli v Psalmu 78 so mišljeni kot taka poosebitev (Ps 78,49). Zlo je v tem primeru mišljeno kot vzročno, v smislu »povzročati zlo« in ne kot zlo samo, kajti angeli so po naravi naklonjeni človeku. Predvsem pa angeli poveličujejo Boga (Ps 19,1-2).
Angeli sestavljajo Božje nebeško sodišče, kjer z Bogom sedijo na koncilu (1 Kr 22,19), zatorej so imenovani Njegov »zbor svetih«  (Ps 89,6-8). Spremljajo Boga kot njegovi pomočniki, ko se prikaže človeku (5 Mz 33,2), nekateri angeli pa so poslani na zemljo, da Bogu poročajo, kaj se dogaja (Zah 6,7). V preroških knjigah se angeli pojavljajo kot preroški duhovi, ki prerokom prinašajo Božjo besedo, na primer v prvi knjigi kraljev (1 Kr 13,18). Angeli zelo neradi izdajo svoje ime, če jih po njem vprašamo (Sod 13,18).

## Videz
V hebrejski Bibliji se angeli pogosto pojavljajo ljudem kot nenavadno lepi ljudje in navadno niso takoj prepoznani kot angeli (1 Mz 18,2, 1 Mz 19,5, Sod 6,17). Nekateri letijo, nekateri postanejo nevidni, nekateri pa izginejo v svetem ognju. Bog, na primer, se je prikazal v plamenih gorečega grma. Angeli so opisani tako čisti in svetli kakor nebesa, saj naj bi nastali iz ognja, nato pa naj bi jih obdajala svetloba (Ps 104,4). Nekateri verzi apokrifnih/devterokanoničnih besedil upodabljajo angele v modrih ali rdečih haljah. Čeprav so angeli nadnaravni, lahko prevzamejo človeško podobo. Lahko so upodobljeni z mečem ali kakšnim drugim orožjem v rokah, nekateri imajo ob sebi rog, nekateri jezdijo konje. V prvi kroniški knjigi je omenjen mogočen angel, ki stoji med zemljo in nebesi (1 Krn 21,16,30), podrobnejši opis pa se nahaja v Danielovi knjigi (Dan 10,5-6). Ta opis je zelo podoben tistemu v knjigi Razodetij.
Razširjeno je prepričanje, da ima večina angelov krila. To se je razvilo iz dejstva, da imajo sposobnost letenja (Dan 9,21). Tako kerubi, kot serafi so v Svetem pismu opisani s krili. Poleg kril pa naj bi imeli tudi svetniški sij.

## V judovstvu
Po rabinskem izročilu je svet naseljen z bitji dveh vrst - z angeli in ljudmi. Angeli pri tem igrajo vlogo Božjih dvorjanov, katerih glavna naloga je slaviti Boga in mu služiti. Poleg tega pa angeli tudi oznanjajo ljudem Božja naročila. Kot taki nastopajo na več mestih v stari zavezi, npr.: 1 Mz 16,1-15, 1 Mz 22,1-19, 4 Mz 22,21-40, Sod 2,1-5, itd.
Judovstvo pozna več vrst angelov: kerube, serafe, itd. V poznejšem judovstvu se pojavijo tudi osebna imena nekaterih najpomembnejših angelov (ki se imenujejo tudi nadangeli ali arhangeli): Gabrijel, Mihael, Rafael, Urijel, itd.
Nekatere lastnosti, ki jih judovstvo pripisuje angelom:
- Angeli so bili ustvarjeni pred ljudmi (po prepričanju nekaterih: že v začetku časa, pred vsemi materialnimi stvarmi).
- Angeli se ne poročajo (po prepričanju nekaterih: sploh nimajo spola).
- Angelov je zelo veliko.
- Del angelov se je uprl Bogu - ti se imenujejo padli angeli, angeli teme ali hudiči. Njihov vodja se imenuje Satan ali Lucifer.

Ta verovanja je prevzelo tudi krščanstvo.

## V krščanstvu
V krščanstvu so angeli duhovna bitja, ki nimajo telesa, imajo pa svojo osebnost in svobodno voljo. Med vsemi ustvarjenimi bitji so angeli najpopolnejši in zato najbližji Bogu. 
Po svetem Avguštinu izraz angeli ne označuje njihove narave, kaj so, pač pa, kakšno službo opravljajo. In ta služba je predvsem usmerjena na Kristusa. Angel Gabriel je oznanil Mariji učlovečenje Božjega Sina. Druga služba, ki jo opravljajo angeli, je varovanje Cerkve in vsakega posameznega kristjana. Te angele označujemo kot angele varuhe.
Dionizij Areopagit je v delu Nebeška hierarhija pisal o devetih zborih angelov, katerih poimenovanja izhajajo iz pisem apostola Pavla in so razporejeni v treh trojicah: serafi, kerubi in prestoli; gospostva, moči in oblasti; vladarstva, nadangeli in angeli.
Z angeli se je veliko ukvarjal Tomaž Akvinski, ki si je zato prislužil vzdevek Doctor Angelicus - Angelski učitelj.
V današnjem času je v katoliški Cerkvi med ljudskimi množicami vera v angele (pa tudi v hudiče) nekoliko opešala, zato je papež Benedikt XVI. poudaril osrednji pomen verovanja v angele: »Angele bi morali častiti vsaj toliko kot Marijo, brez njih se mnogo dogodkov iz Svetega pisma ne bi moglo zgoditi.«
Teološka veda, ki se ukvarja z angeli, se imenuje angelologija.

## V islamu
Islam pozna tri vrste duhovnih bitij: angele, demone in džine. Angeli so bitja luči. Njihova glavna naloga je usmerjanje ljudi k Bogu. Angeli so tisti, ki so navdihovali preroke. Najpomembnejši je angel Gabrijel (جبريل, Džibril, Džebrajil), ki je Mohamedu narekoval Koran.